# Stevenston
Stevenston är en ort i Storbritannien.   Den ligger i kommunen North Ayrshire och riksdelen Skottland, i den centrala delen av landet, 500 km nordväst om huvudstaden London. Stevenston ligger 9 meter över havet och antalet invånare är 8 749.
Terrängen runt Stevenston är platt österut, men åt nordväst är den kuperad. Havet är nära Stevenston åt sydväst.  Närmaste större samhälle är Irvine, 6,6 km öster om Stevenston.